# John Cornford
Rupert John Cornford (Cambridge, Anglaterra, 27 de desembre del 1915 - Lopera, Jaén, 28 de desembre del 1936) era un poeta anglès de pensament comunista. Fill de Francis MacDonald Cornford, un professor de Filosofia antiga i de Frances Cornford, era besnet per part de mare del naturalista Charles Darwin. La seva ideologia el va fer allistar primer amb les milícies del Partit Obrer d'Unificació Marxista (POUM) i després amb les Brigades Internacionals a la Guerra d'Espanya, on morí en combat l'endemà de fer 21 anys.

## Biografia

### Infantesa i joventut
Nascut a Cambridge, se li va posar de nom Rupert John, en honor de Rupert Brooke, amic dels seus pares, però ell va preferir usar només el seu segon nom. Va estudiar a Stowe School i al Trinity College de Cambridge. Abans de graduar-se, es va afiliar al Partit Comunista de la Gran Bretanya, on trobà altres companys del Trinity College com Guy Burgess, Donald Maclean, Kim Philby i James Klugmann, així com a la historiadora Margot Heinemann, de qui fou amant i a qui dedicà diversos poemes.
També tingué una relació amb la gal·lesa Rachel (Ray) Peters, amb qui tingué un fill anomenat James Cornford. Una fotografia de Peters i Cornford Arxivat 2007-09-27 a Wayback Machine. pot veure's a la National Portrait Gallery de Londres.
Des del 1933 participà en les activitats del Partit Comunista a Londres i es relacionà amb Harry Pollitt.

### Participació en la Guerra Civil espanyola
Quan va esclatar el conflicte espanyol, Cornford es trobava de vacances al sud de França i decidí de marxar-hi a lluitar. Creuà la frontera el 8 d'agost, convertint-se en el primer britànic a integrar-se a les files republicanes, primer en una unitat del POUM al front d'Aragó l'agost del 1936 i, després de tornar d'Anglaterra on anà per a reclutar més voluntaris, al batalló de metralladores francès Commune de Paris adscrit a la XI Brigada Internacional que dirigiria el mític general Emilio Kléber, un veterà oficial de l'exèrcit soviètic.
El novembre s'incorporà a la defensa de Madrid al front de la Ciutat Universitària. Allà, Cornford fou ferit al cap. Va tornar al front al cap d'uns dies amb un aparatós embenat que no li impedí protagonitzar un comportament heroic a Boadilla del Monte, durant la batalla de la carretera de la Corunya.
Integrat al 12è Batalló de la XIV Brigada Internacional a partir del desembre, fou mort en combat a Lopera, a la província de Jaén, durant l'anomenada batalla de Lopera, en la qual morí també, el dia anterior, el poeta anglès Ralph Fox, que n'era el comissari polític. Llurs cossos mai no foren identificats.

## Obra poètica
En termes poètics, Cornford fou un modernista. Com va apuntar George Orwell el 1940, va representar l'antiga tradició poètica imperial britànica. Cornford només va escriure tres poemes durant la seva estada al front aragonès, que va durar del 14 d'agost fins al 14 de setembre: "The last mile to Huesca", "A letter from Aragón" i "Full moon at Tierz: before the storming of Huesca". El primer, el més aclamat juntament amb "Poems from Spain", fou dedicat al seu gran amor, la historiadora Margot Heinemann i és d'un delicat lirisme que resultaria premonitori:
A Margot Heinemann
| «                                        | Heart of the heartless world, Dear heart, the thought of you Is the pain at my side, The shadow that chills my view. The wind rises in the evening, Reminds that autumn is near. I am afraid to lose you, I am afraid of my fear. On the last mile to Huesca, The last fence for our pride, Think so kindly, dear, that I Sense you at my side. And if bad luck should lay my strength Into the shallow grave, Remember all the good you can; Don't forget my love | » |
| — John Cornford, The Last Mile to Huesca | |   |